# Partia Nowych Komunistów
Partia Nowych Komunistów, ros Партия новых коммунистов, ПНК - opozycyjna skrajnie lewicowa organizacja w ZSRR istniejąca w latach 1973-1974, po połączeniu ze Szkołą Lewicową Neokomunistyczna Partia Związku Radzieckiego. Jej założycielami byli Aleksandr Tarasow i Wasilij Minorski. Działała w Moskwie i Korolowie (wtedy Kaliningrad w obwodzie moskiewskim).